# 花村博文
花村 博文（はなむら ひろふみ、1963年〈昭和38年〉11月 - ）は、日本の法務官僚。法務省矯正局長。

## 人物
東京都出身。名古屋大学法学部を卒業後、1989年（平成元年）、法務省に入省する。 
2010年（平成22年）、美祢社会復帰促進センター長。
2015年（平成27年）、広島矯正管区第二部長。
2016年（平成28年）、栃木刑務所長。
2017年（平成29年）、仙台矯正管区第一部長。
2018年（平成30年）、法務省大臣官房参事官。
2019年（平成31年）、法務省矯正局総務課長。
2020年（令和2年）、法務省大臣官房施設課長、法務省専門職員（人間科学）採用試験専門試験試験専門委員。
2021年（令和3年）、法務省大臣官房審議官（矯正局担当）に就任する。
2022年（令和4年）、法務省矯正局長に就任する。